# Reserva provincial Península San Julián
La Reserva provincial Península San Julián es un área protegida que abarca una superficie de 10 400 ha. situada a unos 30 km de la localidad  de San Julián en el departamento Magallanes, en el centro este de la provincia de Santa Cruz, Argentina, en torno aproximadamente a la posición 49°19′S 67°36′O / -49.317, -67.600. 

## Características generales
La reserva fue creada en el año 1986 mediante ley provincial n.º 1821 con el objeto de preservar la flora y fauna característica, impulsar el repoblamiento de especies autóctonas y promover actividades turísticas y recreativas.
La península que contiene la reserva conforma un accidente geográfico notable en la estructura general de la costa patagónica. Es una franja de aproximadamente 18 km de largo y entre 3,5 y 5 km de ancho, que limita al este con el océano Atlántico y al oeste con la bahía San Julián, ubicada al norte del parque nacional Monte León.
En el ámbito de la reserva está permitida la pesca desde finales de primavera hasta mediados de otoño. Especialmente, en enero se realiza una competencia de pesca de tiburón, como un modo de promocionar el turismo en la zona.

## Flora y fauna

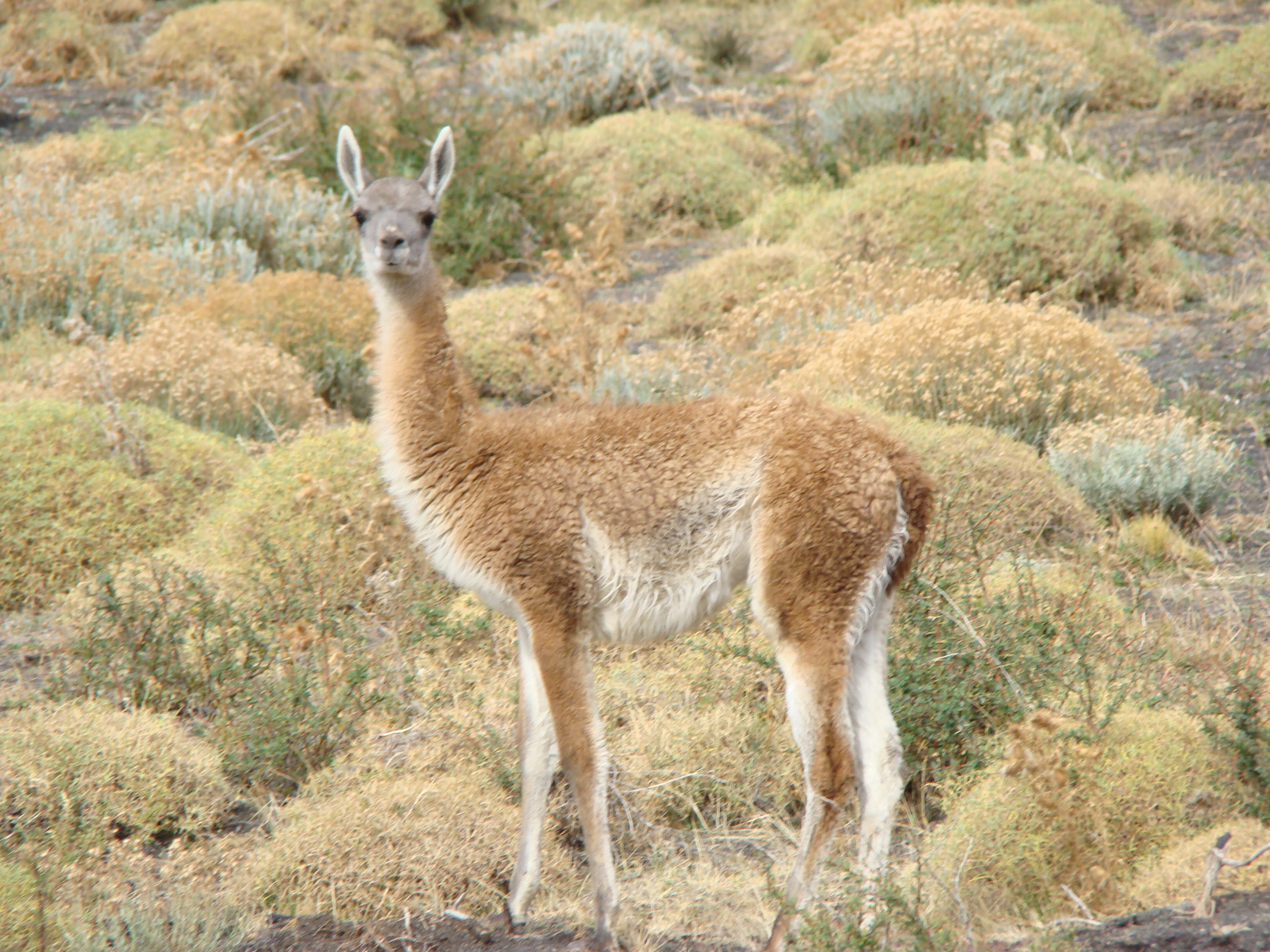
Guanaco (Lama guanicoe).

La reserva presenta la cobertura vegetal rala típica de ambiente marino, con especies adaptadas al sustrato salino, entre las que están presentes la mata verde (Lepidophyllum cupressiforme) y negra (Junellia tridens), la vidriera (Suaeda) y la zampa (Atriplex) que alternan con cachiyuyo (Macrocystis pyrifera), molle (Schinus) y especies más bajas como el coirón amargo (Stipa).
En la bahía es habitual la presencia de pejerreyes (Odontesthes), róbalos (Centropomidae), pintarrojas (Scyliorhinidae), rayas (Rajidae), brótolas (Phycidae) y tiburones gatopardo (Notorynchus cepedianus), entre los que se destacan los grupos de toninas overas (Cephalorhynchus commersonii).
La península preserva varias de las especies típicas de la región patagónica, entre ellas una importante colonia de pingüinos magallánicos (Spheniscus magellanicus), ñandúes (Rhea), zorros colorados (Lycalopex culpaeus) y grises (Lycalopex griseus).
La reserva se destaca por su riqueza ornitológica y es una de las áreas importantes para la conservación de las aves de la Argentina.
Entre las especies de aves registradas se destacan la gaviota cocinera (Larus dominicanus), el cormorán imperial (Leucocarbo atriceps) y el de cuello negro (Phalacrocorax magellanicus). Se ha observado la presencia de ejemplares de gaviota gris (Larus scoresbii), gaviotín sudamericano (Sterna hirundinacea) y varios ostreros (Haematopodidae).
Entre las variedades de aves presentes en la reserva, se han informado avistamientos de martineta común (Eudromia elegans), quiula patagónica (Tinamotis ingoufi),  macá grande (Podiceps major), garza bruja (Nycticorax nycticorax), pato vapor volador (Tachyeres patachonicus) y pato crestón (Lophonetta specularioides).
A partir de la creación de la reserva, se interrumpió el uso del espacio para actividades vinculadas a la ganadería de ovinos y otras de impacto antrópico. Esto permitió que aumentaran las poblaciones de las especies autóctonas, como el guanaco (Lama guanicoe).